# Fissidens reimersii
Fissidens reimersii là một loài Rêu trong họ Fissidentaceae. Loài này được P. de la Varde mô tả khoa học đầu tiên năm 1930.